# La Llorona (canción)
«La Llorona» es una canción popular mexicana originada en la región del istmo de Tehuantepec, en Oaxaca. No existe una versión única de la canción y su fecha de creación es desconocida. Aunque a menudo se asocia con la leyenda de la Llorona, su relación es incierta. Sobre su armonía muchos autores han creado o derivado versos que la convierten en una historia de amor y dolor representativa de la música tradicional.  
Junto con «La Adelita» y «La cucaracha», se convirtió en un canto popular muy utilizado, pero a diferencia de las demás, existen muchas versiones, cada una con letra distinta.

## Descripción
En su versión más común «La Llorona» pertenece al género de los sones istmeños, con un compás de 3/4 con cierta semejanza al vals.

### Coplas
Derivado de su carácter folclórico, la canción carece de una letra fija y las coplas que conforman la letra de «La Llorona», se han llegado a calcular por cientos. En 1992, Flora Botton-Burlá llegó a recopilar hasta 121 coplas, muchas de las cuales fueron tomadas del trabajo antológico previo coordinado por Margit Frenk, Cancionero folklórico de México. Dicho cancionero consigna como las coplas más viejas las provenientes de Tehuantepec datadas en 1932:

La mariposa anhelante 
buscaba un cáliz de rosa, 
y en tus mejillas de grana (Llorona) 
se fue a posar amorosa.

Andrés Henestrosa ponía de relieve la influencia de la lírica española en algunas coplas populares de «La Llorona» y otros sones istmeños como «La Petenera» o «La Sandunga», con lo que sustentaba la hipótesis que muchas de ellas debieron llegar al istmo en tiempo de la colonización española integrándose a la tradición oral. Ponía como ejemplo de esto, el paralelismo entre la letrilla de Luis de Góngora, «Aprended, flores, en mí» y una de las coplas más comunes de «La Llorona»:

La Llorona

Ay de mí, Llorona,
 Llorona de ayer y hoy;
 ayer maravilla fui, ay Llorona,
 y ahora ni mi sombra soy.
Luis de Góngora

Aprended, flores, en mí
 lo que va de ayer a hoy,
 que ayer maravilla fui,
 y hoy sombra mía aun no soy.

En lo que refiere a su métrica, las coplas se componen, en su mayoría, de cuartetos octosílabos que se repiten dos veces para formar una pequeña estrofa de 4 versos. Por excepción, cuando una copla comienza con la frase «Ay de mí, Llorona» el primer verso es hexasílabo. A los versos primero y tercero se agrega al final el vocativo «Llorona» lo que agrega tres sílabas más, dando un total de once en esos versos y nueve en las excepciones mencionadas.
Ejemplo:

Tá-pa-me-con-tu-re-bo-zo-Llo-ro-na (11)

por-que-me-mue-ro-de-frí-o (8)

Her-mo-so-hui-pil-lle-va-bas-Llo-ro-na (11)

Que-la-Vir-gen-te-cre-í (7+1) (+1, por acabar en aguda)

## En la cultura popular
El poeta oaxaqueño Andrés Henestrosa, a través de sus publicaciones en el diario El Nacional, fue uno de los primeros en publicar algunas compilaciones de las coplas populares dispersas de «La Llorona», tanto aquellas antiguas que él reconoce haber escuchado desde su niñez, como aquellas él mismo aportó desde su propia inspiración.
La canción ha sido interpretada por un sinnúmero de artistas populares. En México, destacan las interpretaciones de Lola Beltrán, David Záizar, Lucha Villa, Óscar Chávez, Ely Guerra, Angela Aguilar, Eugenia León, Lila Downs y Susana Harp;  sin embargo, una de las versiones más populares es la de Chavela Vargas de origen costarricense, quien hizo de la pieza su canción insignia proyectándola a nivel internacional. Entre los intérpretes no mexicanos se encuentran Joan Báez, Nana Mouskouri, Raphael, Saurom, Sonia y Myriam, Lhasa de Sela, Rosalía y Diamanda Galás.

### Apariciones en el cine
La canción aparece en la película Frida (2002), sobre la vida de la artista plástica mexicana Frida Kahlo, dirigida por Julie Taymor y protagonizada por la actriz mexicana Salma Hayek. Chavela Vargas apareció como invitada especial, y cantó su versión de la pieza. Chavela era amiga muy cercana de Frida y Diego Rivera, e incluso solían invitarla a menudo a su casa. Se especula con que Chavela tuvo un romance con Frida.
El cortometraje Hasta los huesos (2001) se desarrolla alrededor de esta canción, interpretada por Eugenia León.
La canción también se interpreta en la película de Disney-Pixar de 2017, Coco. La versión en español la cantan Angélica Vale (Imelda Rivera) y Marco Antonio Solís (Ernesto de la Cruz).
En  Murder at Yellowstone City (2022), dirigida por Richard Gray, se oye una versión de fondo en el saloon mientras transcurre la trama.

### Apariciones en la televisión
En la serie Penny Dreadful: City of Angels, la versión de Chavela Vargas es parte de la banda sonora.

## Traducciones
- Árabe: Susana Harp.
- Francés: La pleureuse, Ophelie Rullier.
- Inglés: Death maiden, Ángela Aguilar.
- Italiano: La llorona, Kalika.
- Maya (Yucatán): X-ook'ol, Leydi Jazmín.
- Mazahua: We'e ndixu, Lía Kame.
- Mixe (Tlahuiltoltepec): Ja jipyi yaxpe, María Reyna.
- Mixteco: Ña'a nda'yu, Mariel Itzayana.
- Náhuatl: Chokani, Kiuatzin.
- Otomí (Mezquital): Ismael Santiago Vera.
- Portugués (Brasil): A chorona, Fabian GRC.
- Portugués (Portugal): A llorona, Rubén Torres.
- Quechua (Cusco): Ñuka Waq'acha, Wawamarka.
- Ruso: Valentina Rusa.
- Zapoteco (Istmo): Nagolaridxi, Susana Harp.